# 4241 Pappalardo
A 4241 Pappalardo (ideiglenes jelöléssel 1981 EX46) a Naprendszer kisbolygóövében található aszteroida. Schelte J. Bus fedezte fel 1981. március 2-án.